# (359103) Ottopiene
(359103) Ottopiene est un astéroïde de la ceinture principale.

## Description
(359103) Ottopiene est un astéroïde de la ceinture principale. Il fut découvert le 16 janvier 2009 à Calar Alto par Felix Hormuth. Il présente une orbite caractérisée par un demi-grand axe de 2,31 UA, une excentricité de 0,20 et une inclinaison de 12,0° par rapport à l'écliptique.

## Compléments